# Cârjei, Mehedinți
Cârjei este un sat în comuna Hinova din județul Mehedinți, Oltenia, România.